# 松岡瑞稀
松岡 瑞稀（まつおか みずき、1996年1月8日 - ）は、日本の女子プロボクサー。福岡県田川郡出身。福岡県立東鷹高等学校卒業。ワタナベボクシングジム所属。

## 来歴
小学5年生から空手を始め福岡県立東鷹高等学校空手道部に入部。高校卒業後、元WBO女子世界ミニフライ級王者山田真子の影響を受けボクシングに転向。当時の所属は筑豊ボクシングジム。2016年6月26日糸田町町民体育館にてプロデビューを果たす。
2021年10月1日付でワタナベボクシングジムに移籍。
2022年11月2日、移籍初戦として福原佐和子と対戦し、36秒TKOで初勝利

## 戦績
- プロボクシング:6戦 1勝 1KO 4敗　1分け